# Sven Degenhardt
Sven Degenhardt (* 1962) ist ein deutscher Erziehungswissenschaftler.

## Leben
Von 1980 bis 1984 studierte er an der Humboldt-Universität zu Berlin (Fachrichtung Diplomlehrer für Mathematik/Physik). Nach der Promotion 1987 zum Dr. paed. ist er seit August 1996 Universitätsprofessor für Erziehungswissenschaft unter besonderer Berücksichtigung der Sonderpädagogik; Schwerpunkt: Blinden- und Sehbehindertenpädagogik an der Universität Hamburg.
Seine Forschungsschwerpunkte sind Computer bei sehgeschädigten Menschen, Medienpädagogik (Blindheit als Thema; Einstellung und Rollenmuster, Mediennutzung durch blinde und sehbehinderte Menschen), Low-Vision / vision rehabilitation (mit den Schwerpunkten Physiologische Optik, Hilfsmittelversorgung, Beleuchtung und Raumgestaltung), barrierefreie Gestaltung von Lehr- und Lernsettings (infrastrukturelle Barrierefreiheit, Zugänglichkeit von Informationen über unterschiedliche Medien), qualitative und quantitative empirische Forschung, Qualität und Evaluation sehgeschädigtenpädagogischer Prozesse, Punktschrift und Entwicklungszusammenarbeit.

## Schriften (Auswahl)
- mit Ulrich Kalina und Dirk Rytlewski: Der Einsatz des Computers bei blinden und sehbehinderten Schülern. Überblick, Stand und Perspektiven: Ergebnisse aus dem Modellversuch „Interaktive Informationstechniken für Sehgeschädigte in der informationstechnischen Bildung“ (IRIS). Hamburg 1996, ISBN 3-925408-26-6.
- Daten zur Angebotsqualität blindenpädagogischer Förderung (AQUA-Studie). Ergebnisse einer Erhebung im Bereich Schule durch die Arbeitsgruppe Qualitätssicherung (AQUA). Berlin 1998, ISBN 3-86135-090-4.
- (Hrsg.): Blindenpädagogik in China. Qualitätsentwicklung durch interkulturelle Kommunikation – Ergebnisse einer Studienreise. Münster 2001, ISBN 3-8309-1085-1.
- mit Waldtraut Rath (Hrsg.): Blinden- und Sehbehindertenpädagogik. Neuwied 2001, ISBN 3-472-04238-9.